# Xenophora conchyliophora
Xenophora conchyliophora (Born, 1780) è una specie di molluschi gasteropodi della sottoclasse Caenogastropoda. Con il nome Xenophora laevigata (sinonimo) è la specie tipo del genere Xenophora.

## Descrizione

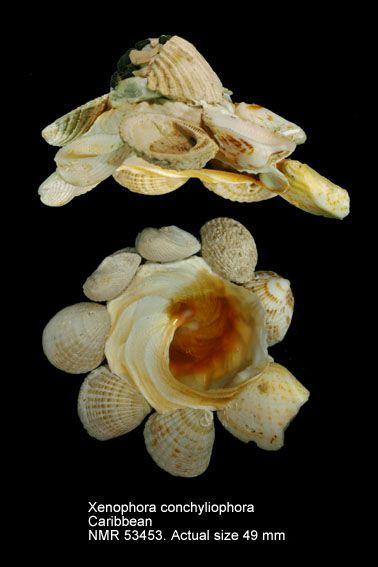
Xenophora conchyliophora, Mar dei Caraibi

La Xenophora conchyliophora ha un guscio di medie dimensioni, (diametro medio alla base di 40-60 mm) con una punta moderata (62° - 93°), una stretta flangia periferica che forma una flangia irregolare simile a una corda attorno al bordo della base. Ombelico stretto nei giovani, chiuso negli esemplari maturi. Spirali convesse, scolpite dorsalmente con nervature opistocline fini, ondulate e pieghe molto irregolari, nonché ruga di crescita assiale prosocline e pieghe basse. Superficie dorsale per lo più ricoperta da corpi estranei attaccati (generalmente di grandi dimensioni). Base da leggermente convessa a leggermente concava, scolpita con fili fini, granulosi, a spirale e subspirali che attraversano ruga di crescita deboli, ricurve, collabrali. Colore bianco-giallastro con striature e/o macchie radiali bruno-arancio, marroni o violacee sulla base. Callo e zona ombelicale marroni, labbro esterno bianco.
Opercolo ovale, marrone chiaro, piuttosto sottile, sub-opaco, liscio esternamente tranne che per deboli linee radiali e strie di crescita. Bordo crescente fortemente convesso, lati debolmente convessi, nucleo leggermente a sinistra del centro.
Radula tenioglossa con denti centrali a base stretta, cuspide mediana larga, piuttosto corta e 2 piccole cuspidi laterali. Denti laterali subtriangolari, con cuspidi larghe e larghe. Denti marginali lisci. In alcuni esemplari sono state osservate una serie di piccole placche sul lato esterno dei denti marginali. La dimensione complessiva della radula di questa specie è relativamente inferiore a quella della maggior parte delle altre specie del genere Xenophora.
Le modalità di locomozione a "salti" e l'alimentazione sono quelle tipiche del genere.
La specie è ampiamente distribuita lungo le coste americane: sulla costa orientale da Capo Hatteras (Carolina del Nord) a nord, fino a Bahia nel Brasile a sud e sulla costa occidentale da Puerto Peñasco nel Golfo di California al Golfo di Panama, su fondali prevalentemente bassi, ma con alcuni ritrovamenti fino a 635 m. di profondità; presente anche nelle Antille.
Xenophora conchyliophora è stata registrata come fossile proveniente da diverse località della regione centroamericana e negli Stati Uniti sudorientali, forse risalenti all'Eocene.